# Ctenus magnificus
Ctenus magnificus là một loài nhện trong họ Ctenidae.
Loài này thuộc chi Ctenus. Ctenus magnificus được miêu tả năm 1912 bởi Arts.